# Boa Vista do Buricá
Boa Vista do Buricá is een gemeente in de Braziliaanse deelstaat Rio Grande do Sul. De gemeente telt 6.655 inwoners (schatting 2009).

## Aangrenzende gemeenten
De gemeente grenst aan Humaitá, Nova Candelária, São José do Inhacorá, São Martinho, Sede Nova en Três de Maio.

## Verkeer en vervoer
De plaats ligt aan de wegen BR-472 en RS-210.